# تامسون میسون
تامسون میسون (Thomson Mason) (زادهٔ ۱۴ اوت ۱۷۳۳ – درگذشتهٔ ۲۶ فوریه ۱۷۸۵)،‏ وکیل، مزرعه‌دار و حقوقدان برجستهٔ اهل ویرجینیا بود. او برادر کوچکتر جورج میسون چهارم، میهن‌دوست، دولتمرد ایالات متحدهٔ آمریکا و نمایندهٔ ویرجینیا در مجمع قانون اساسی بوده‌است. توماس میسون پدر استیونز تامسون میسون (که بعد از خدمت در جنگ انقلاب آمریکا به پیروی از شغل پدرش، به حقوق و سیاست روی آورد و در نهایت سناتور ایالات متحده از ویرجینیا شد) و پدربزرگ استیونز تی. میسون، نخستین فرماندار میشیگان بود.

## اوایل زندگی
میسون، ۱۴ اوت ۱۷۳۳ در چوپاوامسیک در شهرستان استفورد، ویرجینیا و در یکی از نخستین خانواده‌های ساکن در ویرجینیا، سومین و کوچکترین فرزند جورج میسون سوم و آن استیونز تامسون، چشم به جهان گشود. پدرشان هنگامی که آنها کودک بودند، در یک تصادف کشتی جان باخت. ولی مادرشان کارهای مزرعه‌داری خانواده (کشاورزی با استفاده از برده به عنوان نیروی کار) را مدیریت می‌کرد. همچنین برای پسران کوچکترش زمین‌هایی اندوخت که در شهرهای پرنس ویلیام و فرفکس و لادن، ویرجینیا قرار گرفتند. (زیرا که پسر بزرگش جورج به دلیل ارشد بودن وارث تمام زمین‌های به جا مانده از پدرش شده بود) تامسون میسون مانند برادرانش از تحصیلات خصوصی مناسبی برخوردار شده و پس از آن به ویلیامزبرگ، ویرجینیا سفر کرد تا در کالج ویلیام و مری ادامه تحصیل دهد. او تحصیلات خود را در انگلستان، در میدل تمپل لندن تکمیل نمود.

## حرفه
میسون به محض بازگشت به ویرجینیا توسط هیئت وکلای ویرجینیا فراخوانده شد و یک کارآموزی خصوصی حقوقی را به انجام رساند. او پس از ازدواج با مری کینگ بارنز (درگذشتهٔ ۱۷۷۱)، دختر سرهنگ بارنز از لئوناردتاون، مریلند آن طرف رودخانهٔ پوتوماک و معامله‌گر محلی برده، در سفرهای متعددش به انگلستان وکالت سرمایه‌های پدر همسرش در آمریکا را برعهده گرفت. وی همچنین در سال ۱۷۵۸ در برخی از سفرهای بارنز شریک او شد که طی آن تنباکوی ویرجینیا و میریلند به انگلستان صادر و در سفر بازگشت برده به آمریکا وارد می‌شد.
رأی‌دهندگان شهر استفورد، ویرجینیا چندین مرتبه میسون را به عنوان عضو پارلمان انگلیس انتخاب کردند. او دوشادوشِ توماس لودول لی در مجلس ۱۷۵۶ تا ۱۷۶۱ خدمت کرد اما هیچ‌یک از آن دو در دور بعدی انتخابات رأی کافی نی‌آوردند. سپس رأی‌دهندگان استفورد ویرجینیا دو مرتبه-ی پیاپی میسون را برای مجلس ۱۷۶۶ تا ۱۷۷۲ به همراه جان الکساندر انتخاب کرده و نهایتاً در سال ۱۷۷۲ یولورتون پیتون را جایگزین او نمودند.
در سال ۱۷۶۰، میسون زمینی را در شهر لادن، ویرجینیا خریداری کرده و دشت رازبری نامید. او این زمین را (مانند چوکاوامسیک) با استفاده از برده به عنوان نیروی کار مدیریت می‌کرد. میسون در سال ۱۷۷۱ در این مزرعه عمارتی ساخته و پس از مرگ همسر نخستش به آنجا نقل مکان کرد و به عنوان یک میزبان شهرت زیادی کسب نمود. او مدت کوتاهی پیش از مرگ، صاحب ۴۷ برده در شهر لادن، ویرجینیا بود. پس از مرگ وی پسر بزرگترش استیونز تامسون میسون وارث آن زمین شد.
بدین ترتیب، او در طی نخستین مجمع انقلابی ویرجینیا در سال ۱۷۷۴ با همراهی زمین‌داران دیگر فرانسیس پیتون و جوسیاس کلافام نمایندگی شهرلادن، ویرجینیا را برعهده گرفت. با این حال او به عنوان تنها نمایندهٔ مخالف تصویب ممنوعیت واردات با مطرح کردن بیماری‌اش تصمیم به بازنشستگی از کارهای دولتی گرفت. با این وجود پسر بزرگ و وارث او، استیونز تامسون میسون، با سربلندی در ارتش قاره‌ای خدمت‌گزاری کرد.
سه سال بعد، رأی‌دهندگان شهرلادن، ویرجینیا میسون و کلافام را به عنوان نمایندگان (پاره‌وقت) در مجلس نمایندگان ویرجینیا برای دوره‌های ۱۷۷۷ و ۱۷۷۸ انتخاب کردند. پس از آن میسون با الیزابت وست وود که همسرش والاس اهل الیزابت سیتی را از دست داده بود، وارد رابطهٔ عاشقانه شد. آن دو در نوامبر ۱۷۷۷ ازدواج کردند ولی شهرلادن، ویرجینیا در نظر عروس تازه، عقب مانده بود. شاید به سبب نفوذ و اثر الیزابت اوایل ۱۷۷۹ رأی‌دهندگان شهر الیزابت سیتی، میسون را به عنوان یکی از نمایندگان شان در مجلس نمایندگان ویرجینیا انتخاب کرده و کناره‌گیری وی را نپذیرفتند؛ مگر زمانی که مجلس صلاحیت میسون را رد کرده و دستور به انتخابات جدیدی داد که در آن ویلیام هنری برای خدمت در کنار جان تب برگزیده شد.
اعضای مجلس در سال ۱۷۷۸ میسون را در کنار جوزف جونز، جان بلر، توماس لودول لی و پل کارینگتون، به عنوان یکی از پنج قاضی دادگاه عمومی (اکنون دادگاه عالی ویرجینیا نام دارد) انتخاب کرد. همین امر منجر به رد صلاحیت او برای خدمت بیشتر در مجلس شد.
در پی جنگ انقلاب آمریکا و تغییرات مجدد مجلس ایالتی، رأی‌دهندگان شهر استفورد بار دیگر میسون بیمار را به عنوان یکی از نمایندگان‌شان درمجلس نمایندگان سال ۱۷۸۳ انتخاب کردند و او برای آخرین دوره در کنار قانون‌گذار کهنه‌کار، چارلز کارتر، خدمت کرد. در آن زمان میسون رئیس کمیتهٔ دادگاه‌های عدالت بود اما بدون تلاش برای انتخاب مجدد، یک سال بعد در دشت رازبری چشم از جهان فروبست.

## زندگی خصوصی
میسون در سال ۱۷۵۸ با مری کینگ بارنز، تنها دختر سرهنگ آبراهام بارنز و مری کینگ ازدواج کرد. او و مری صاحب چهار فرزند شدند.
- استیونز تامسون میسون (زادهٔ ۲۹ دسامبر ۱۷۶۰- درگذشتهٔ ۹ مه ۱۸۰۳)
- آبرام بارنز تامسون میسون (زادهٔ ۲۴ اوت ۱۷۶۳- درگذشتهٔ ۱۲ ژانویه ۱۸۱۳)
- جان تامسون میسون (زادهٔ ۱۵ مارس ۱۷۶۵- درگذشتهٔ ۱۰ دسامبر ۱۸۲۴)
- آن تامسون میسون چیچستر (زادهٔ ۲۶ فوریه ۱۷۶۹- درگذشتهٔ ۲۹ اوت ۱۸۱۷)

مری در روز ۲۱ اکتبر ۱۷۷۱ در شهر پرنس ویلیام، ویرجینیا چشم از جهان فروبست و در مقبرهٔ خانوادگی میسون در گانستون هال به خاک سپرده شد. اما پس از مرگ تامسون مطابق وصیت او به فرزند ارشدشان، استیونز توماس میسون، به دشت رازبری منتقل شد. میسون شش سال پس از مرگ همسرش در سال ۱۷۷۷ با الیزابت وست وود والاس ازدواج کرد. او و الیزابت صاحب چهار فرزند شدند.
- دوروتیا «آن» آنا تامسون میسون هرست (زادهٔ ۱۰ آوریل ۱۷۷۸- درگذشتهٔ ۵ مه ۱۸۲۲)
- وست وود تامسون میسون (۲۰ دسامبر زادهٔ ۱۷۸۰- درگذشتهٔ ۱۸۲۶)
- ویلیام تمپل تامسون میسون (زادهٔ ۲۴ ژوئیه ۱۷۸۲– درگذشتهٔ ۱۸۶۲)
- جورج تامسون میسون (درگذشتهٔ ۱۸۷۸)

## مرگ و میراث
میسون در ۲۶ فوریه ۱۷۸۵ در سن ۵۱ سالگی در دشت رازبری چشم از جهان فروبست. بر طبق وصیت‌نامه‌اش، وست‌وود تامسون میسون و ویلیام تمپل تامسون میسون، هیچ‌کدام نباید پیش از آنکه به سن ۲۱ سالگی برسند به ترتیب، در سمت جنوبی رودخانه جیمز یا پایین ویلیامزبورگ سکونت کنند تا مبادا مفاهیم والاتری از اهمیت خود از آنچه من برای فرزندانم آرزو می‌کردم، درک کنند. به علاوه او درخواست کرده بود که همسر نخستش در کنار و نوزاد مرحومش جورج در بالای سرش دفن شوند. بخشی از این زمین امروزه به عنوان قسمتی از منطقهٔ تاریخی روستایی کاتوکتین محافظت شده‌است. گرچه خانه‌ای که میسون ساخته و فرزندانش آن را تغییر داده بودند، در ابتدای قرن بیستم دچار حریق شده و فروریخت. این خانه در سال ۱۹۱۰ جایگزین ساختمان کنونی به سبک مستعمراتی روستایی، شده‌است.